# Шабаны (Минск)

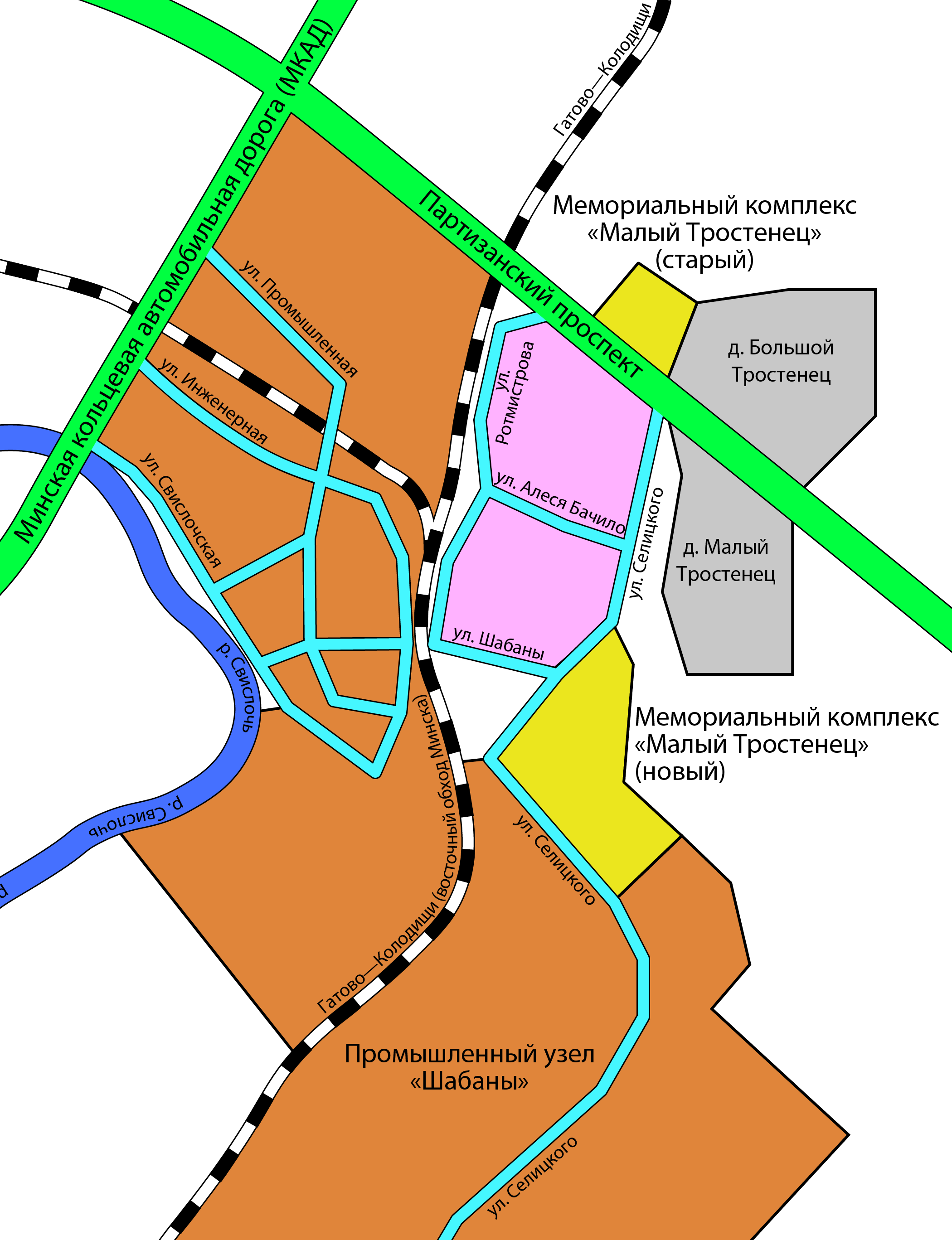
Карта микрорайона
Жилые кварталы
Промышленная зона

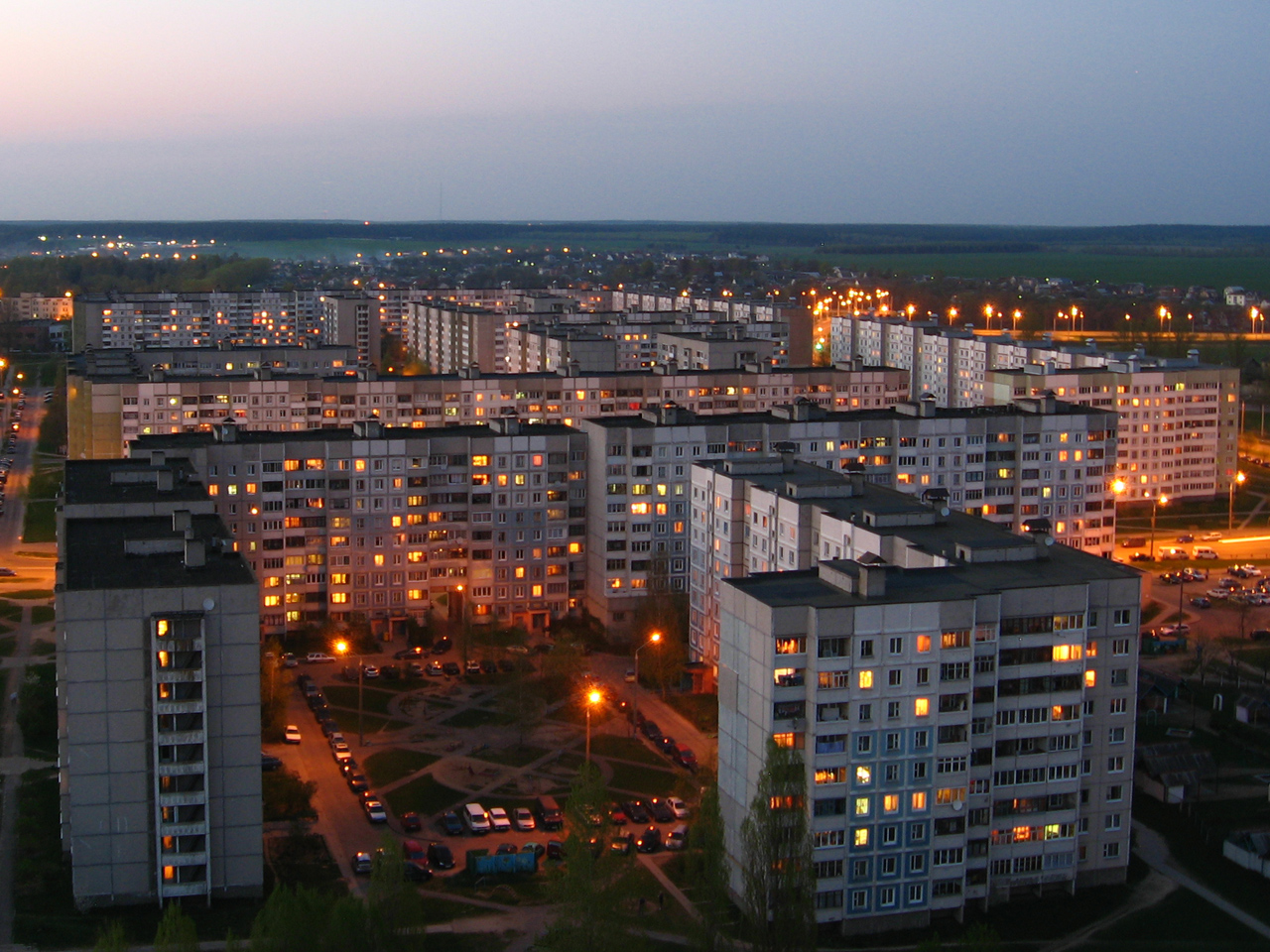
Жилые дома

Шабаны́ (бел. Шабаны́) — микрорайон в составе Заводского района города Минска. Расположен на юго-востоке города, за МКАД, южнее Партизанского проспекта.

## Характеристика
Район полупромышленный, на прилегающей территории расположены многочисленные предприятия и склады, станция аэрации (открыта в 1965 году), мусороперерабатывающее предприятие «ЭКОРЭС», Свободная экономическая зона «Минск». В 2006 году в микрорайоне был открыт завод по производству бытовой техники компании «Атлант». В сотрудничестве с южнокорейской компанией MECEN IPC в микрорайоне планируется построить новый мусороперерабатывающий завод стоимостью 100 млн долларов. Также в микрорайоне планируется построить новый завод индустриального домостроения. Ожидается, что завод разместится на территории 27 гектаров, будет построен в течение трёх лет и сможет производить материалы для строительства 400 тысяч квадратных метров жилья в год. К 2030 году в микрорайоне планируется построить вокзал для высокоскоростной железнодорожной линии Минск—Москва.
Жилые дома располагаются восточнее объездной железнодорожной ветки Колодищи—Михановичи (восточный обход Минска) и объединяются в две группы: Шабаны-1, или Старые Шабаны, и Шабаны-2, или Новые Шабаны. Основные улицы:
- Алеся Бачило — названа в честь белорусского поэта Алеся Бачило;
- Ротмистрова — в честь Героя Советского Союза П. А. Ротмистрова, участника операции «Багратион» и освобождения Минска в 1944 году;
- Селицкого — в честь Героя Советского Союза Н. А. Селицкого, участника гражданской войны в Испании[5];
- Шабаны — в честь близлежащего населённого пункта.

Тип застройки: преимущественно 9, 10, 12 этажей, имеются так же 5-этажные дома хрущевской постройки (угол улиц Шабаны и Ротмистрова).
Район считался ранее неблагополучным в криминальном отношении; жители микрорайона высказывают наибольшую тревогу за свою безопасность в вечернее и ночное время в Минске. Шабаны также являлись неблагополучным микрорайоном по уровню угона автомобилей. Микрорайон находился в числе неблагоприятных и в экологическом отношении. 21 мая 1996 года депутаты Минского городского совета депутатов, обсудив проект корректуры генерального плана города, потребовали признать микрорайон Шабаны, деревню Малый Тростенец, посёлок Сосны и всю юго-восточную часть Минской агломерации «зоной чрезвычайной экологической обстановки».
Средняя стоимость земельных участков в Шабанах в 2006 году по кадастровой оценке составляла $170 за квадратный метр против $250 в центре города. Стоимость квадратного метра на вторичном рынке жилья в Шабанах по состоянию на март 2010 года составляла $1250 (второе место по дешевизне в Минске) против $2000 и более в центре города. По состоянию на начало 2019 года жильё в Шабанах стало самым дешёвым в городе ($1137 за 1 м²) против более $2000 за квадратный метр в некоторых центральных районах и квартале по улице Парниковой. В марте 2019 года аренда жилья в микрорайоне была одной из самых дешёвых в Минске: за аренду однокомнатной квартиры просили менее $210 в месяц (среднее по городу — $265), двухкомнатной — $250-300 (среднее по городу — $345).

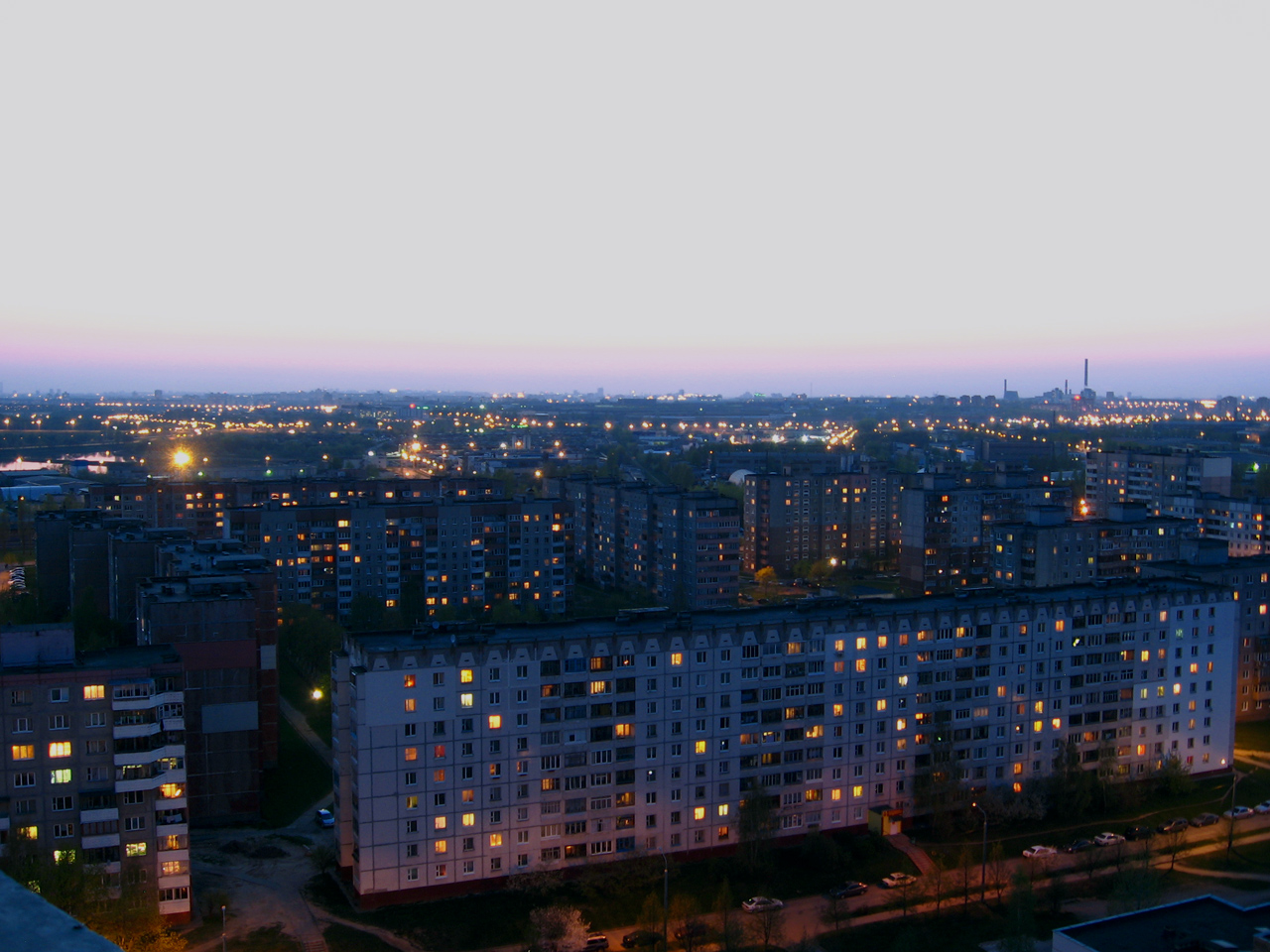
Жилые дома и промзона
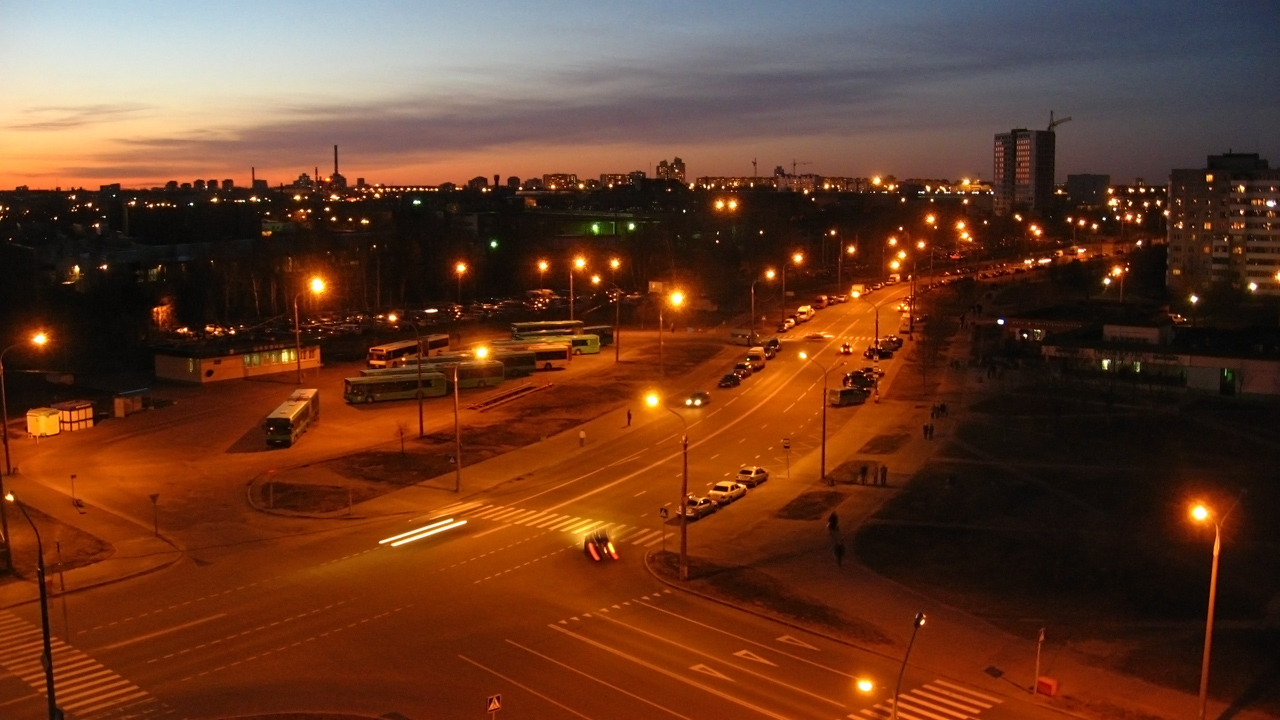
Автобусное кольцо
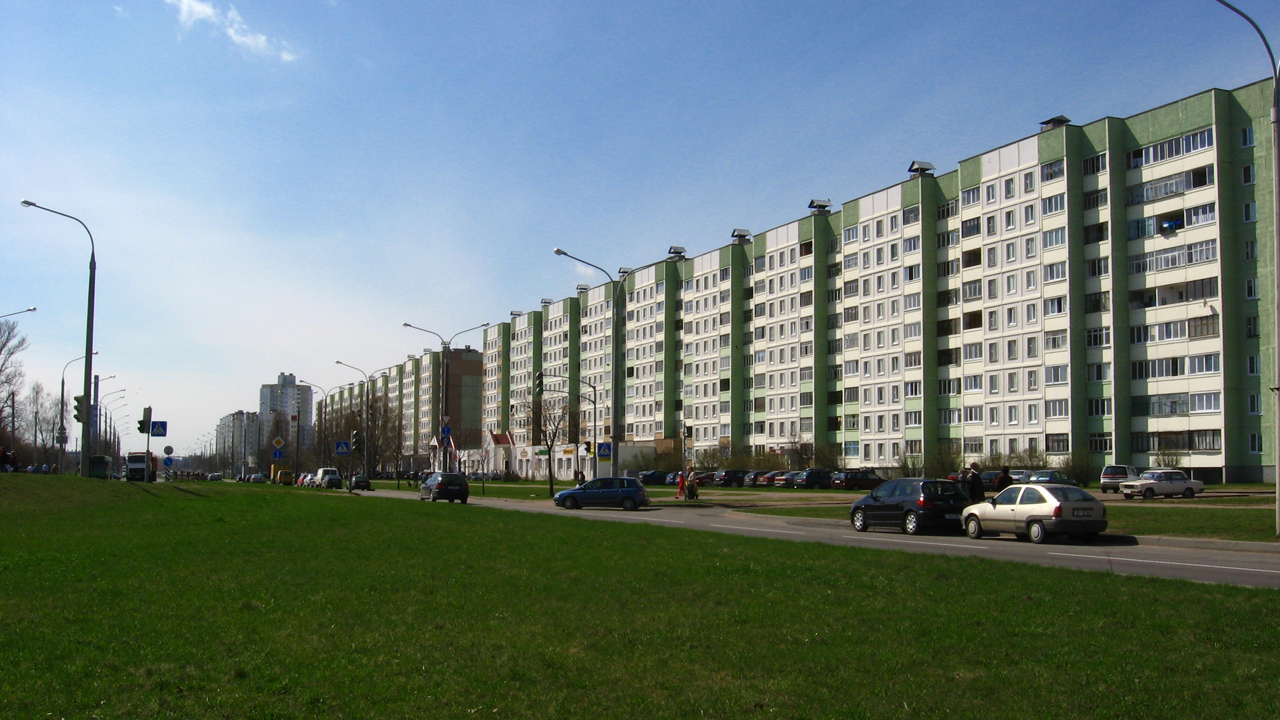
Улица Селицкого
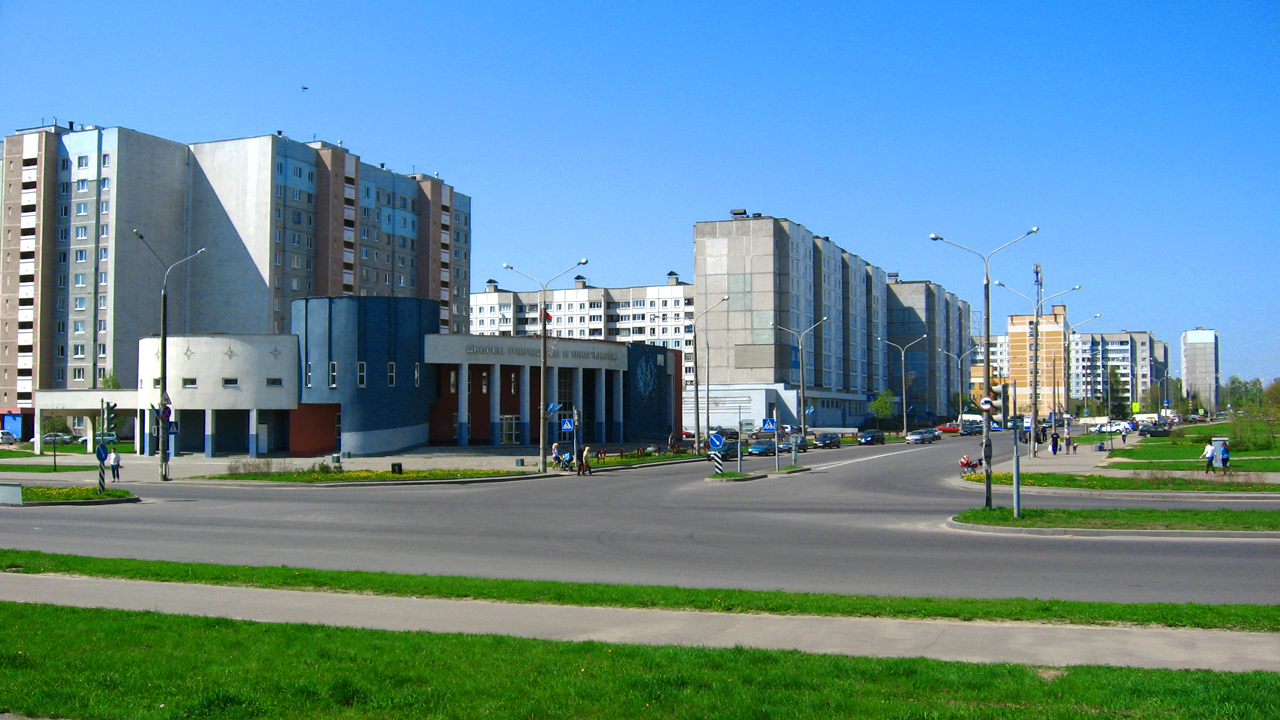
Улица Бачило и Дворец молодёжи
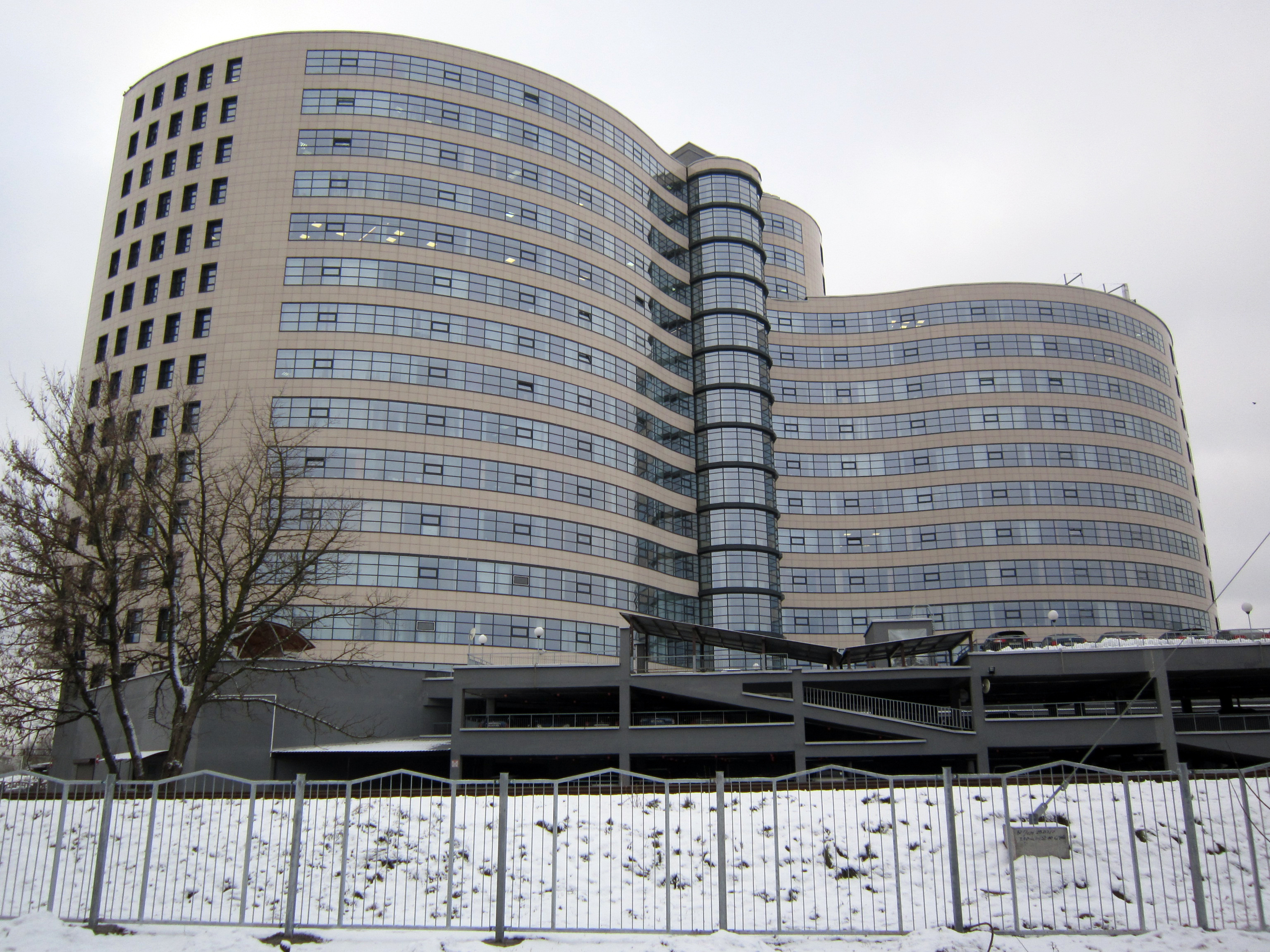
БЦ "Волна"

## История
Название происходит от названия деревни, располагавшейся в 3 километрах; на месте деревни сейчас построена станция аэрации. Во время Великой Отечественной войны на месте микрорайона располагался один из крупнейших концентрационных лагерей — Малый Тростенец.

## Население
Население микрорайона составляет несколько десятков тысяч человек. В микрорайоне проживает большое количество переселенцев из зон, пострадавших от Чернобыльской аварии.

## Объекты социального назначения и достопримечательности
- «Дорога смерти» (часть мемориала Малый Тростенец) — дорога, по которой заключенных из лагеря вели на расстрел. Сохранилась благодаря тому, что была обсажена тополями. Улица Селицкого частично пересекает дорогу, построено несколько домов.

## Транспорт
Транспортное сообщение с остальными частями города осуществляется автобусными маршрутами (9, 9д, 21, 61, 61д, 72, 93, 148с), следующими по Партизанскому проспекту. Все они останавливаются у станции метро «Могилёвская» — ближайшей к микрорайону. Кроме того есть автобусный маршрут 176э (ДС Серова — ДС Шабаны) и 199с (ДС Шабаны — Сосны). Другая, промышленная сторона микрорайона, связана автобусными маршрутами 58, 66, 79д и 129.
В Генеральном плане развития Минска до 2030 года предусмотрено строительство станции метро «Шабаны» Автозаводской линии.